# 24.º Jamboree Mundial Escoteiro
O 24.º Jamboree Mundial Escoteiro foi um acampamento internacional escoteiro ocorrido no ano de 2019 nos Estados Unidos. O evento ocorreu na Reserva Nacional Escoteira da Família Bechtel, em West Virgina. O tema escolhido para o evento foi o Unlock a New Word (que em tradução literal significa "Desbloqueie um Novo Mundo"). O evento ocorreu durante 12 dias de acampamentos e contou com a participação de 47 mil escoteiros de 161 países diferentes.
Durante todo o evento, por se tratar de de uma reserva nacional e a grande concentração de participantes, a segurança foi feita pelo exercito norte-americano. Os serviços de resgate também eram efetuados pela equipe médica do exercito norte-americano que além de bases de apoio, também contavam com um hospital de campanha e um campo de quarentena.

## Cerimonias

### Abertura
Durante a cerimonia de abertura, houve no palco central, a apresentação do cantor Lebo M o compositor oficial da musica ciclo sem fim do filme rei leão. Após a apresentação houve o desfile de bandeiras de todos os 161 países convidados e a apresentação dos representantes dos países sedes, o Estados Unidos, México e Canadá.
Após a apresentação, o escoteiro e apresentador Bear Grylls fez um discurso inspirador para todos os 47 mil escoteiros presentes no evento.  Após o discurso feito pelo apresentador, houve a apresentação da banda Recycled Percussion, que tocou instrumentos feitos de reciclados, o show durou por volta de 1 hora, quando ao encerar, drones com luzes formaram frases motivacionais no céu agora escuro por conta da noite.

### Encerramento
Durante o encerramento, houve a apresentação da banda Pentatonix com direito a show de luzes e diversos fogos artifícios. Além dos shows, o ponto alto do encerramento foi o convite aceito pelo Ban-Ki Moon o então secretário-geral da ONU que ressaltou a importância da paz entre os povos e o serviço que o escotismo faz á isto.

## Presença lusófona
A presença lusófona no evento foi a maior da história dos jamborees. Um marco para o escotismo lusófono, foi quando a confederação do Brasil e de Portugal conseguiram um espaço na "cozinha internacional" um local onde são expostas culinárias de todo o mundo. Na tenda brasileira, tocava-se samba e pagode e havia a opção de compra de produtos como pastéis e guaraná que foi liquidado no terceiro dia de evento por sua alta procura. Na tenda portuguesa eram vendidos diversos produtos principalmente a base de peixes.
No mesmo ano, durante o evento, houve o primeiro encontro lusófono de escoteiros dentro de um Jamboree, onde escoteiros brasileiros, portugueses e angolanos conviveram entre si durante um momento especial. No momento em questão, foram discutidas as diferenças culturais, foram tocadas músicas típicas e foram festejados a diversidade lusófona. O evento ocorreu em um dos palcos do jamboree, onde todos os membros de países lusófonos utilizaram de uma camiseta branca durante todo o dia para demonstrar a força da lusofonia.

## Programas

### Sustentabilidade

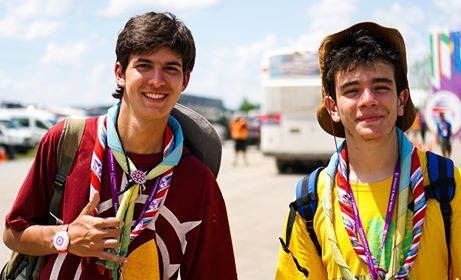
Escoteiros brasileiros caminham pela Aldeia do Desenvolvimento Global durante o evento

A "Sustainability Treehouse" foi um centro de educação vivo para os visitantes da reserva, não apenas fornecendo informações, mas também imergindo os visitantes no conceito de sustentabilidade. Entre a madeira local usada para construir a estrutura, o sistema de recuperação de água da chuva e a energia eólica e solar geradas, restauração de córregos, reciclagem e calor geotérmico foram apenas alguns exemplos dos esforços adicionais de sustentabilidade praticados na cúpula.

### Global Development Village(Aldeia de Desenvolvimento Global)
Na Global Development Village, os escoteiros tiveram a oportunidade de aprender sobre questões globais e como o Escotismo pode ajudar a fornecer uma solução. Muitas organizações de todo o mundo estiveram no local para mostrar como os escoteiros podem pegar o que aprenderam no Jamboree e utilizar isso em ajuda em seu país de origem.

### Fé e Crenças

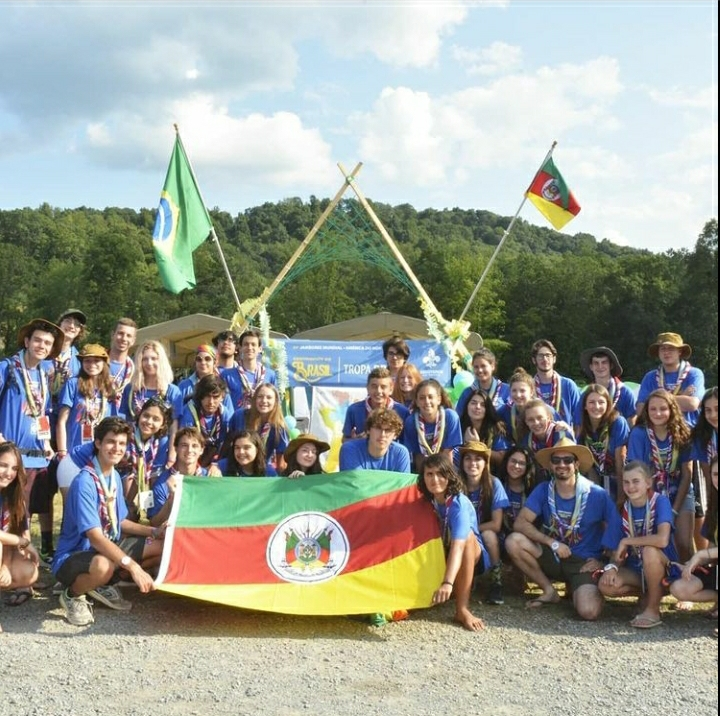
Tropa do Rio Grande do Sul durante o evento

A zona de fé e crenças era uma área onde os escoteiros podiam aprender sobre as diferentes religiões do mundo e sua história e apoio ao escotismo. Os participantes do Jamboree também tiveram a oportunidade de participar de serviços religiosos de acordo com suas próprias crenças e tradições. O programa Mensageiros da Paz também tinha um estande na tenda de Fé e Crenças.

### Dia da Experiência Cultural
Os escoteiros tiveram a oportunidade de compartilhar sua cultura com outros escoteiros do mundo por meio de música, dança, jogos, comida e muito mais. Um show de unidade foi apresentado à noite no Summit Stadium. Nos acampamentos, foram feitas decorações com temas de seus países assim causando uma imersão enquanto se andava pelo evento, alguns acampamentos também distribuíam comidas típicas.

### Trocas
A troca de artigos e distintivos era popular no Jamboree. Escoteiros de todo o mundo trocaram distintivos de eventos locais e patches emitidos pelo Jamboree. Além disso, o Jamboree emitiu lenços ou lenços personalizados nacionais, que também foram comercializados. Vários pontos comerciais não oficiais foram montados ao redor da cúpula em cobertores estendidos no chão. Um dos principais locais de comércio foi no Scott Visitor Centre, na entrada do Summit.

### Novus
O Jamboree lançou uma peça de tecnologia chamada Novus. Ele era colocado no braço e podia enviar eletronicamente as informações de contato de um escoteiro para outro escoteiro e era um concurso para ver quem conseguia coletar mais contatos. Isso era conhecido como clique e rapidamente se tornou um jogo entre os escoteiros. O Novus também era usado para coletar "emblemas" ao completar várias atividades, que então atribuíam pontos ao jogador. Esses pontos eram mais uma competição entre os escoteiros, com uma tabela de classificação classificando os escoteiros por pontos. Para a adição de amigos escoteiros, bastava clicar no Novus próximo a outro escoteiro que automaticamente os contatos eram trocados entre os dispositivos.

### Cozinha internacional
Muitas casas de alimentação foram abertas durante o Jamboree, com dez barracas servindo pratos típicos de seus países de origem. Os países incluem, mas não estão limitados a, Estados Unidos, Canadá, Reino Unido, Itália, Brasil, Chile, Colômbia, Holanda, Portugal e Alemanha.

## Atividades

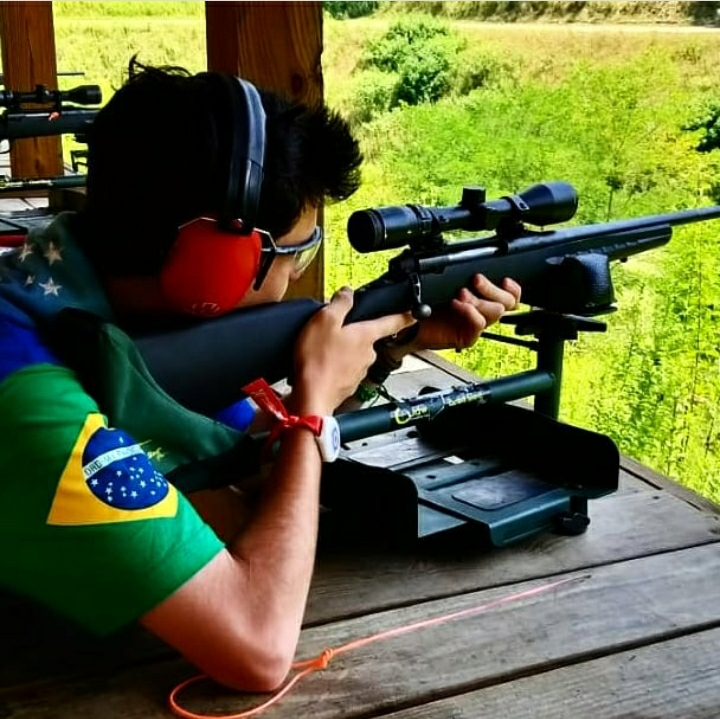
Escoteiro brasileiro aprende a atirar com rifle durante o evento

Foram efetuadas diversas atividades, elas desenvolviam o desenvolvimento da saúde dos escoteiros e traziam uma nova experiência como aprender a atirar (algo tradicional nos Estados Unidos), entre eles:
- BMX
- Mountain Bike
- Skate
- Tirolesas (três ao total)
- Escalada em pedregulho
- Escalada em rocha
- Caiaque
- Rafting
- Mergulho
- Remo em pé (Stand Up Paddle)
- Tiro com armas de fogo (com pistolas, rifles, escopetas e armas de paintball)
- Tiro com arcos
- Trilhas aéreas (arvorismo)